# 公郎河

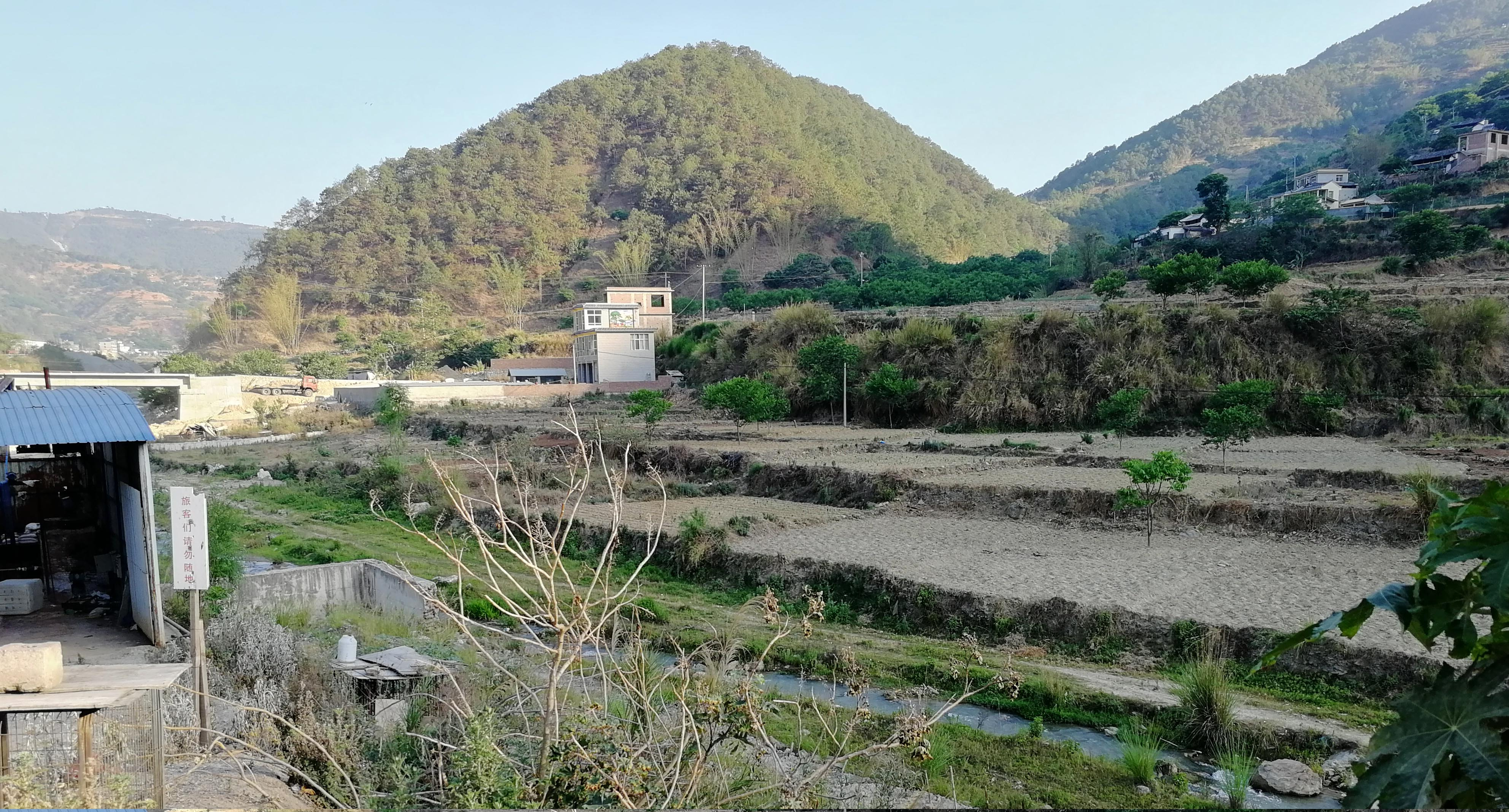
公郎河中游河段。

公郎河位于中国云南省南涧彝族自治县南部，是澜沧江左岸支流，发源于南涧公郎镇北部的白马箐山，蜿蜒向东南流，经凤凰村、三岔河、公郎村、阿须乐、板桥村等村，于落底河村西南汇入澜沧江漫湾水电站库区。河长21千米，流域面积180.3平方千米。祥临公路（214国道）大致沿公郎河干流穿行，是临沧市对外交通的重要通道。